# فیلم‌شناسی دیوید لینچ
دیوید لینچ (زاده ۲۰ ژانویه ۱۹۴۶) فیلمساز، نقاش، کارگردان تلویزیونی، هنرمند بصری، موسیقی‌دان و گهگاه بازیگر آمریکایی است. او که برای فیلم‌های سوررئالش شناخته می‌شود، سبک سینمایی منحصربه‌فرد خودش را شکل داده که «لینچی» (Lynchian) نامیده شده است و مشخصه آن تصویرپردازی رؤیاگونه و طراحی صدای موشکافانه است. اینطور مشهور شده که عناصر سوررئال و در بسیاری موارد خشونت‌آمیز در فیلم‌های او بینندگان را «آشفته، ناخشنود یا سردرگم» می‌کنند.
مجموعه آثار دیوید لینچ شامل فیلم‌های کوتاه و بلند، موزیک ویدئو، مستند و اپیزودهای تلویزیونی می‌شود که در اینها او نقش‌هایی مثل کارگردانی، تهیه‌کنندگی، فیلمنامه‌نویسی تا بازیگری و طراحی صدا را داشته است. نخستین پروژه لینچ شش مرد بیمار می‌شوند (شش مرتبه) محصول سال ۱۹۶۷ بود که انیمیشنی بود که عناصر مجسمه‌سازی و نقاشی را با یکیدیگر می‌آمیخت.
نخستین فیلم بلند او، کله‌پاک‌کن (۱۹۷۷)، به فیلمی کالت بدل گشت و حرفه تجاری وی را آغاز کرد. این فیلم همچنین شروعی بر همکاری‌های او با جک نانس بود؛ هنرپیشه‌ای که در بسیاری کارهای بعدی لینچ تا زمان مرگش در سال ۱۹۹۶ ظاهر می‌شد. دیگر فیلم‌های بلند لینچ شامل فیلم‌های ستایش‌شده از طرف منتقدان، مرد فیل‌نما (۱۹۸۰)، مخمل آبی (۱۹۸۶) و جاده مالهالند (۲۰۰۱) که همگی نامزدی‌هایی در جوایز اسکار به‌دست آوردند و نیز فیلم تلماسه (۱۹۸۴) که شکستی تجاری بود، هستند.
لینچ فعالیت‌هایش را به تلویزیون و بعدتر سریال‌های اینترنتی نیز گسترانده است. اولین تلاش او در این رسانه توئین پیکس بود؛ کاری مشترک با مارک فراست. توئین پیکس مجموعه کالتی موفق شد و باعت گشت که لینچ و فراست در تعدادی پروژه‌های دیگر نیز مثل روی آنتن و رویدادنامه‌های آمریکایی با یکدیگر کار کنند.
در سال ۲۰۰۲، لینچ تولید دو مجموعه کوتاه را که از طریق وبسایت رسمی او منتشر شدند، آغاز کرد: انیمیشن ادوبی فلش داملند (DumbLand) و خرگوش‌ها (Rabbits). او که بازیگری را در سال ۱۹۷۲ در فیلمش مقطوع‌العضو آغاز کرده بود، در توئین پیکس، زلی و من و تلماسه جلوی دوربین رفت. از ۲۰۱۰ تا ۲۰۱۳ در مجموعه پویانمایی کلیولند شو نقش صدایی پرتکرار را ایفا کرد.

## فیلم‌های بلند

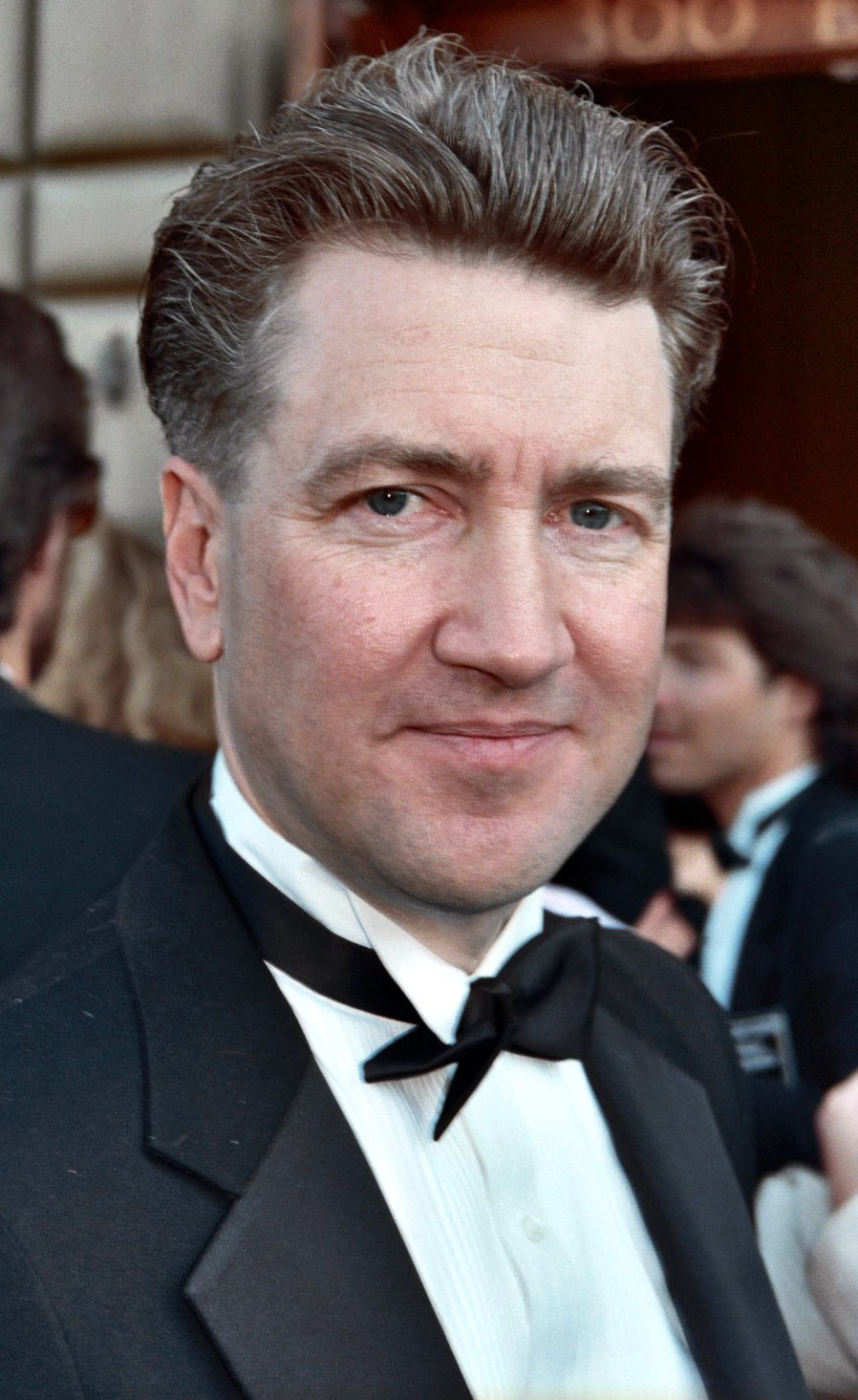
توئین پیکس چندین نامزدی در چهل و دومین دوره جوایز امی ساعات پربیننده به‌دست آورد (تصویر لینچ در این مراسم).

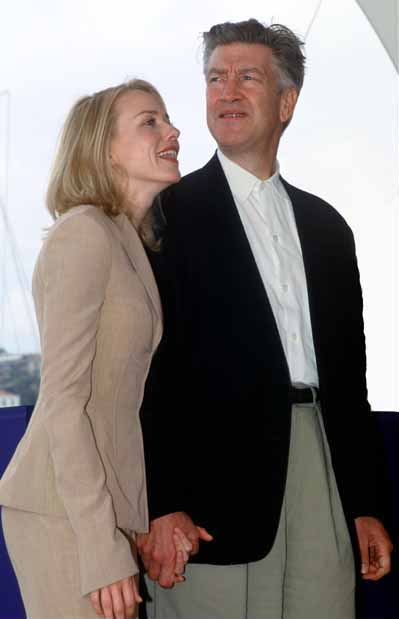
لینچ با نائومی واتس در پروژه‌های متعددی کار کرده است؛ از جمله خرگوش‌ها و جاده مالهالند.

| سال  | عنوان                        | کارگردان | نویسنده | تهیه‌کننده | طراح صدا | یادداشت‌ها                                                             | منابع  |
| ---- | ---------------------------- | -------- | ------- | --------- | -------- | --------------------------------------------------------------------- | ------ |
| ۱۹۷۷ | کله‌پاک‌کن                     | آری      | آری     | آری       | نه       | همچنین تدوین‌گر، آهنگساز، کارگردان هنری و جلوه‌های ویژه                 | [ ۱۷ ] |
| ۱۹۸۰ | مرد فیل‌نما                   | آری      | آری     | نه        | آری      | همچنین کارگردان موسیقی، نویسندگی همراه با کریستوفر د وور و اریک برگرن | [ ۱۷ ] |
| ۱۹۸۴ | تلماسه                       | آری      | آری     | نه        | نه       |                                                                       | [ ۱۷ ] |
| ۱۹۸۶ | مخمل آبی                     | آری      | آری     | نه        | نه       |                                                                       | [ ۱۷ ] |
| ۱۹۹۰ | از ته دل وحشی                | آری      | آری     | نه        | نه       |                                                                       | [ ۱۷ ] |
| ۱۹۹۲ | توئین پیکس: با من بر آتش برو | آری      | آری     | اجرایی    | آری      | نویسندگی همراه با رابرت انگلز                                         | [ ۱۷ ] |
| ۱۹۹۷ | بزرگراه گمشده                | آری      | آری     | نه        | آری      | نویسندگی همرا با بری گیفورد                                           | [ ۱۷ ] |
| ۱۹۹۹ | داستان استریت                | آری      | نه      | نه        | آری      |                                                                       | [ ۱۷ ] |
| ۲۰۰۱ | جاده مالهالند                | آری      | آری     | نه        | آری      |                                                                       | [ ۱۷ ] |
| ۲۰۰۶ | امپراتوری درون               | آری      | آری     | آری       | آری      | همچنین تدوین‌گر و فیلم‌بردار                                            | [ ۱۷ ] |

## فیلم‌های کوتاه
| سال  | عنوان                                               | کارگردان | نویسنده | تهیه‌کننده | بازیگر | یادداشت‌ها                                 | منابع         |
| ---- | --------------------------------------------------- | -------- | ------- | --------- | ------ | ----------------------------------------- | ------------- |
| ۱۹۶۷ | شش مرد بیمار می‌شوند (شش مرتبه)                      | آری      | آری     | آری       | نه     | همچنین انیماتور                           | [ ۱۷ ] [ ۱۹ ] |
| ۱۹۶۸ | برخورد پوچ با ترس                                   | آری      | آری     | نه        | نه     |                                           | [ ۲۰ ]        |
| ۱۹۶۸ | تبلیغ ساختگی آناسین                                 | آری      | آری     | نه        | نه     |                                           | [ ۲۰ ]        |
| ۱۹۶۸ | قایق‌رانی با بوشنل کیلر                              | آری      | آری     | آری       | آری    |                                           | [ ۲۱ ]        |
| ۱۹۶۸ | الفبا                                               | آری      | آری     | نه        | نه     | همچنین تدوین‌گر، فیلم‌بردار، انیماتور و صدا | [ ۱۷ ] [ ۱۹ ] |
| ۱۹۶۸ | آزمایش‌های اولیه                                     | آری      | آری     | آری       | آری    | ۱۶ میلی‌متری، از مجموعه دی‌وی‌دی لایم گرین   | [ ۲۲ ]        |
| ۱۹۷۰ | مادربزرگ                                            | آری      | آری     | آری       | نه     | همچنین فیلم‌بردار، انیماتور و جلوه‌های صوتی | [ ۱۷ ]        |
| ۱۹۷۴ | مقطوع‌العضو                                          | آری      | نه      | نه        | آری    | نقش: پرستار ناتوان و ترسیده               | [ ۱۵ ] [ ۱۷ ] |
| ۱۹۸۸ | گاوچران و مرد فرانسوی                               | آری      | آری     | نه        | نه     |                                           | [ ۱۷ ]        |
| ۱۹۹۵ | لومیر و شرکا                                        | آری      | نه      | نه        | نه     |                                           | [ ۱۷ ]        |
| ۲۰۰۱ | پیر و سانی جیم                                      | آری      | آری     | آری       | آری    |                                           | [ ۲۳ ]        |
| ۲۰۰۱ | سر با چکش                                           | آری      | آری     | آری       | نه     |                                           | [ ۲۴ ]        |
| ۲۰۰۱ | موش مرده با مورچه‌ها                                 | آری      | آری     | آری       | نه     |                                           | [ ۲۵ ]        |
| ۲۰۰۱ | توپ زنبورها #۱ (همچنین شناخته‌شده با نام زنبورها #۱) | آری      | آری     | آری       | نه     |                                           | [ ۲۶ ]        |
| ۲۰۰۱ | زنجیر بخار (همچنین شناخته‌شده با نام ماسک کارخانه‌ای) | آری      | آری     | آری       | نه     |                                           | [ ۲۷ ]        |
| ۲۰۰۲ | اتاق تاریک‌شده                                       | آری      | آری     | آری       | نه     | همچنین انیماتور                           | [ ۲۸ ] [ ۲۹ ] |
| ۲۰۰۲ | پیگ واکس                                            | آری      | آری     | آری       | نه     |                                           | [ ۳۰ ]        |
| ۲۰۰۲ | دیسک غصه نصب شده                                    | آری      | آری     | آری       | آری    |                                           | [ ۳۱ ]        |
| ۲۰۰۲ | لارا پامر                                           | آری      | آری     | آری       | نه     |                                           | [ ۳۲ ]        |
| ۲۰۰۲ | کایوت                                               | آری      | آری     | آری       | نه     |                                           | [ ۳۳ ]        |
| ۲۰۰۴ | بلوباب اگ                                           | آری      | آری     | آری       | آری    |                                           | [ ۳۴ ]        |
| ۲۰۰۵ | صحنه‌ای از یک پروژه دی‌وی دیوید لینچ                  | آری      | آری     | آری       | نه     | برای فیلم تبلیغاتی مشتاق                  | [ ۳۵ ] [ ۳۶ ] |
| ۲۰۰۷ | ابزوردا                                             | آری      | آری     | نه        | نه     |                                           | [ ۳۷ ] [ ۳۸ ] |
| ۲۰۰۷ | قایق                                                | آری      | نه      | نه        | نه     | همچنین تدوین‌گر                            | [ ۳۸ ]        |
| ۲۰۰۷ | خزش‌های حشره                                         | آری      | نه      | نه        | نه     |                                           | [ ۳۹ ]        |
| ۲۰۰۷ | چراغ                                                | آری      | نه      | نه        | آری    | نقش: خودش                                 | [ ۳۹ ]        |
| ۲۰۰۷ | صدا محیط صنعتی                                      | آری      | نه      | نه        | نه     |                                           | [ ۳۹ ]        |
| ۲۰۰۷ | آزمایش‌های اینتروالومتر                              | آری      | نه      | نه        | نه     |                                           | [ ۳۹ ]        |
| ۲۰۰۷ | چیزهای بیشتری که اتفاق افتاد                        | آری      | آری     | نه        | نه     | همچنین تدوین‌گر                            | [ ۴۰ ]        |
| ۲۰۰۷ | بالرینا                                             | آری      | نه      | نه        | نه     |                                           | [ ۴۰ ]        |
| ۲۰۰۷ | سبز آبی                                             | آری      | آری     | آری       | آری    |                                           | [ ۴۱ ]        |
| ۲۰۰۷ | دیوید لینچ کینوآ درست می‌کند                         | آری      | آری     | آری       | آری    |                                           | [ ۴۲ ]        |
| ۲۰۱۰ | رؤیا #۷                                             | آری      | نه      | نه        | نه     |                                           | [ ۴۳ ]        |
| ۲۰۱۰ | لیدی بلو شانگهای                                    | آری      | آری     | نه        | نه     | همچنین تدوین‌گر و آهنگساز                  | [ ۴۴ ]        |
| ۲۰۱۱ | ۳ آر                                                | آری      | آری     | نه        | نه     | همچنین تدوین‌گر و فیلم‌بردار                |               |
| ۲۰۱۲ | فیلم خاطره                                          | آری      | آری     | آری       | آری    | برای سرپنتاین گالری مموری ماراتون         | [ ۴۵ ]        |
| ۲۰۱۳ | ایدم پاریس                                          | آری      | نه      | نه        | نه     |                                           | [ ۴۶ ]        |
| ۲۰۱۵ | آتش (Pożar)                                         | آری      | آری     | آری       | نه     |                                           | [ ۴۷ ]        |
| ۲۰۱۷ | جک چکار کرد؟                                        | آری      | آری     | نه        | آری    | همچنین تدوین‌گر نقش: کارآگاه               | [ ۴۸ ]        |
| ۲۰۱۸ | سر مورچه                                            | آری      | آری     | آری       | نه     |                                           | [ ۴۹ ]        |
| ۲۰۱۸ | این ویدئوی دیوید لینچ آنچه به‌نظر می‌رسد نیست         | آری      | آری     | آری       | آری    | برای اومیز                                |               |
| ۲۰۲۰ | داستان یک حشره کوچک                                 | آری      | آری     | آری       | آری    | نقش: راوی در آغاز همچنین تدوین‌گر          | [ ۵۰ ]        |
| ۲۰۲۰ | ماجراجویی‌های آلن آر.                                | آری      | آری     | آری       | آری    |                                           | [ ۵۱ ]        |
| ۲۰۲۰ | عنکبوت و زنبور                                      | آری      | آری     | آری       | نه     |                                           | [ ۵۲ ]        |
| ۲۰۲۰ | روزت چطور بود عسلم؟                                 | آری      | آری     | آری       | نه     |                                           | [ ۵۳ ]        |
| ۲۰۲۰ | معمای دست بینا                                      | آری      | آری     | آری       | نه     |                                           | [ ۵۴ ]        |

## تلویزیون
| سال       | عنوان              | سازنده | مدیر اجرایی تولید | کارگردان | نویسنده  | یادداشت‌ها                                                 | منابع  |
| --------- | ------------------ | ------ | ----------------- | -------- | -------- | --------------------------------------------------------- | ------ |
| ۱۹۹۰–۱۹۹۱ | توئین پیکس         | آری    | آری               | ۶ اپیزود | ۴ اپیزود | ساخت همراه با مارک فراست                                  | [ ۱۷ ] |
| ۱۹۹۲      | روی آنتن           | آری    | آری               | ۱ اپیزود | ۲ اپیزود | ساخت همراه با مارک فراست                                  | [ ۵۵ ] |
| ۱۹۹۳      | اتاق هتل           | آری    | آری               | ۲ اپیزود | نه       | همچنین طراح صدا، ساخ همراه با مونتی مونتگامری             | [ ۵۵ ] |
| ۲۰۱۷      | توئین پیکس: بازگشت | آری    | آری               | آری      | آری      | همچنین طراح صدا و تدوین‌گر همراه، ساخت همراه با مارک فراست | [ ۱۷ ] |

## مجموعه اینترنتی
| سال                 | عنوان              | کارگردان | نویسنده | تهیه‌کننده | سازنده | منابع  |
| ------------------- | ------------------ | -------- | ------- | --------- | ------ | ------ |
| ۲۰۰۲                | داملند             | آری      | آری     | آری       | آری    | [ ۲۹ ] |
| ۲۰۰۲                | خرگوش‌ها            | آری      | آری     | آری       | آری    | [ ۲۹ ] |
| ۲۰۰۵–۲۰۰۹ ۲۰۲۰–۲۰۲۲ | گزارش‌های آب‌وهوا    | آری      | آری     | آری       | آری    |        |
| ۲۰۰۷                | اون بیرون          | آری      | آری     | آری       | آری    | [ ۳۹ ] |
| ۲۰۲۰–۲۰۲۲           | شماره امروز هست... | آری      | آری     | آری       | آری    | [ ۳۹ ] |

## کتابشناسی
- Barney, Richard A. (2009). David Lynch: Interviews. University Press of Mississippi. ISBN 9781604732368.
- Cozzolino, Robert (2014). David Lynch: The Unified Field. University of California Press. ISBN 9780520283961.
- Odell, Colin; Le Blanc, Michelle (2007). David Lynch. Kamera Books. ISBN 9781842432259.
- Rodley, Chris; Lynch, David (2005). Lynch on Lynch (2nd ed.). Macmillan. ISBN 0571220185.